# Etajul 13
Etajul 13 (1999) (titlu original The Thirteenth Floor) este un film științifico-fantastic regizat de Josef Rusnak inspirat de romanul Simulacron-3 (1964) scris de Daniel F. Galouye (un alt film bazat pe acest roman este filmul german scurt Welt am Draht - Lumea pe un fir din 1973). În film interpretează actorii Craig Bierko, Gretchen Mol, Armin Mueller-Stahl, Vincent D'Onofrio și Dennis Haysbert. În 2000, filmul Etajul 13 a fost nominalizat la Premiul Saturn pentru cel mai bun film științifico-fantastic, dar Matrix a câștigat premiul.

## Prezentare
La sfârșitul anilor 1990 în Los Angeles, Hannon Fuller (Armin Mueller-Stahl) are o afacere de mai multe miliarde de dolari în domeniul calculatoarelor, fiind și inventatorul unei noi realități virtuale (VR) care simulează orașul Los Angeles în 1937 . Atunci când Hannon Fuller este ucis, chiar atunci când începe prematur testarea noului sistem de realitate virtuală, prietenul și protejatul său, Douglas Hall (Craig Bierko), devine suspectul principal, mai ales că și el începe să se îndoiască de nevinovăția lui.

## Distribuție
- Craig Bierko ca John Ferguson (1937), Douglas Hall (1990s) și David (2024)
- Armin Mueller-Stahl ca Grierson (1937) și Hannon Fuller (1990s)
- Gretchen Mol ca Natasha Molinaro (1990s) și Jane Fuller (2024)
- Vincent D'Onofrio ca Jerry Ashton (1937) și Jason Whitney (1990s)
- Dennis Haysbert ca Detectiv Larry McBain
- Steven Schub ca Detectiv Zev Bernstein
- Shiri Appleby ca Bridget Manilla
- Leon Rippy ca avocatul lui Jane
- Rif Hutton ca Joe
- Janet MacLachlan ca Ellen